# Георгій Арсенішвілі
Арсенішвілі Георгій Лонгінозович (груз. გიორგი არსენიშვილი, нар. 5 січня 1942, с. Хірса, Грузинська РСР, СРСР — † 17 листопада 2010, Тбілісі, Грузія) — грузинський політичний і державний діяч, Державний міністр Грузії (2000–2001).

## Життєпис
Закінчив механічно-математичний факультет Тбіліського державного університету ім. Джавахішвілі. 1970 року закінчив аспірантуру Київського інституту математики. Доктор технічних наук, професор.
У 1973–1974 роках проходив стажування в Гейдельберзькому університеті. Був старшим науковим співробітником Інституту прикладної математики, старшим викладачем механічно-математичного факультету ТДУ; доцентом кафедри теорії відносності та математичної статистики.
1978 року був обраний деканом факультету кібернетики та прикладної математики. З 1982 завідував кафедрою застосування математичних методів.
1995-2000 — уповноважений президента Грузії в Кахетинському регіоні.
2000-2001 — Державний міністр Грузії.
2001-2004 — надзвичайний та повноважний посол Грузії в Австрії, Угорщині, Словенії, Словаччині та Чехії.
У 2004-2006 роках очолював спостережну раду Об'єднаного телекому Грузії.
2006-2007 — голова спостережної ради Грузинської залізниці.

## Родина
Був одружений, мав двох синів і двох онуків.